# Elisabeth van der Woude
Elisabeth van der Woude (Nieuwe Niedorp, 11 januari 1657 - Amsterdam, 11 december 1698) was een Nederlands reizigster en schrijfster van een familiekroniek annex reisverslag.
Zij verliet Nederland toen zij 19 jaar was op 5 december 1676 per boot uit Kolhorn. Ze ging samen met haar familie (haar vader Harman, haar broer Johannes en zus Margaretha) en honderden anderen naar Nederlands-Guiana. Haar vader was door de Staten van Holland en West-Friesland aangesteld met het doel om een kolonie 'Orange' te starten aan de rivier de Wiapoca, later Oyapock genoemd, nu in Frans-Guyana. Haar vader zou daar gouverneur worden, maar hij overleed onderweg op het Kaapverdisch eiland S. Jago, waar hij illegaal begraven moest worden omdat hij niet rooms-katholiek was. De groep Nederlandse kolonisten vond bij aankomst op 6 februari 1677 goed land aan de rivier. De sterfte onder de landverhuizers was echter groot, zus Margaretha stierf een dag na aankomst. Elisabeth keerde mogelijk om die reden al op 18 maart terug naar huis met een van de vertrekkende transportschepen. Het schip werd ter hoogte van de Shetlandeilanden 'genomen' door Duinkerker kapers onder bevel van de bekende Jean Bart. Na een verblijf van enkele weken op het kapersschip werd Elisabeth in Bergen (Noorwegen) overgedragen aan een Nederlandse visser. Ze kwam een half jaar na het vertrek op 24 juni 1677 alleen aan in Nieuwe Niedorp, want broer Johannes was achtergebleven aan de Wilde Kust.
Elisabeth van der Woude trouwde in 1684 in Oost-Zaandam met de wijnkoper Adolf Frederick Bock. Ze gingen wonen in Amsterdam. Uit dit huwelijk werden 7 kinderen geboren, van wie 1 zoon en 1 dochter de volwassen leeftijd bereikten. Zij stierf in 1698 op 41-jarige leeftijd.
Na haar reis begon Elisabeth een kroniek waarin ze niet alleen het wel en wee van haar en haar familie noteerde, maar ook de grote maatschappelijke (inter)nationale gebeurtenissen van haar tijd. De reis naar Guyana komt er uitgebreid in aan de orde. Ze hield het boekje bij tot en met 1694. Dit 'memorieboekje' werd onderwerp van een doctoraalscriptie en in 2001 onderdeel van een publicatie onder de titel Elisabeth van der Woude: Memorije van 't geen bij mijn tijt is voorgevallen : met het opzienbarende verslag van haar reis naar de Wilde Kust 1676-1677.